# 獅子座88
獅子座88，又名BD+15 2345，HD 100180、SAO 99648、HR 4437，是獅子座的一颗恒星，视星等为6.2，位于銀經243.43，銀緯67.48，其B1900.0坐标为赤經11h 26m 35.1s，赤緯+14° 67.48′ 18″。